# Los Demócratas
Los Demócratas (I Democratici) fue antiguo partido político italiano liderado por Romano Prodi y fundado el 27 de febrero de 1999. Uno de los objetivos principales del partido era el establecimiento de un sistema de dos partidos. El nombre y el símbolo del partido fueron una referencia directa al Partido Demócrata de los Estados Unidos.

## Historia
Entre 1995 y 1996, durante la campaña para las elecciones generales de 1996, surgieron grupos de apoyo a Romano Prodi dentro de la coalición El Olivo, independientes de los partidos integrantes. Algunos de ellos fueron elegidos diputados dentro del Partido Popular Italiano y Unión Democrática, inclusive miembros del Gobierno de Prodi.
Cuando Romano Prodi fue destituido de su cargo de primer ministro de Italia, puso en marcha un nuevo partido con los activistas de base, Populares descontentos, la Unión Democrática de Antonio Maccanico, el Movimiento por la Democracia-La Red de Leoluca Orlando, Italia de los Valores de Antonio Di Pietro (que abandonó el partido en el 2000 restableciendo la independencia Italia de los Valores) y el denominado Movimiento de Alcaldes de Francesco Rutelli y Massimo Cacciari.

## Resultados
Prodi llevó el partido a obtener unos buenos resultados en las elecciones al Parlamento Europeo de 1999 con el 7,7% de los votos. Algunos meses más tarde Prodi fue nombrado Presidente de la Comisión Europea y Arturo Parisi le sucedió como líder del partido. A principios de 2000 Parisi propuso a Demócratas de Izquierda disolverse ambos partidos en uno nuevo, el Partido Democrático, pero entonces no se materializó ese proyecto.

## Acuerdos políticos
En 2000, Los Demócratas acordaron con el Partido Popular Italiano, Renovación Italiana y UDEUR para formar una lista conjunta para las elecciones generales de 2001. La lista, que obtuvo un éxito considerable (14,5% de los votos), se transformó en un partido a principios de 2002 bajo el nombre de Democracia es Libertad-La Margarita.
El núcleo de Los Demócratas es ahora una facción minoritaria dentro del Partido Democrático.